# Neusticomys mussoi
Neusticomys mussoi је врста глодара из породице хрчкова (лат. Cricetidae). 

## Распрострањење
Венецуела је једино познато природно станиште врсте.

## Станиште
Станишта врсте су шуме и слатководна подручја.

## Угроженост
Ова врста се сматра угроженом.

### Популациони тренд
Популација ове врсте се смањује, судећи по расположивим подацима.